# テクノプラザ (岐阜県)
テクノプラザは岐阜県が各務原市に整備している先進情報産業団地（研究開発拠点）、VRテクノジャパンの中核となる施設である。

## 概要
VR技術、ロボット技術などの科学技術の研究開発拠点である。21世紀型モノづくりの拠点として、岐阜県科学技術振興センター、VRテクノセンターを中心に、ITとモノづくりの融合を推進している。また、ベンチャー企業の育成をはじめ、新技術創出、モノづくり支援などのを行っている。テクノプラザ出身の企業からは上場企業（日本一ソフトウェア）も誕生している。
拠点施設（テクノプラザ本館、第1別館、第2別館など）と、分譲地の産業団地（テクノプラザ1、テクノプラザ2、テクノプラザ3）がある。

## 主な施設

### テクノプラザ本館
1998年（平成10年）完成。設計は建築家のリチャード・ロジャース。
敷地面積約23,600m2。延床面積約11,400m2。南棟に隣接する丘の上に北棟があり、外観上は2つの建物であるが、階数の都合上、一つの建物の扱いをする場合がある。北棟（4階～5階）は岐阜県科学技術振興センター、南棟（1階～3階）は第三セクターのVRテクノセンターが使用する。南棟はVRテクノセンターを中心に、ベンチャー企業の貸オフィスがある。

### 別館
2000年（平成12年）完成。第1別館（旧アネックス・テクノ2）と第2別館（旧産学連携プラザ）がある。

### ベンチャーファクトリー
貸工場。

### 産業団地
ハイテク産業団地テクノプラザともいう。
岐阜県が事業主体のテクノプラザ1（1998年分譲開始）、テクノプラザ2（2005年（平成17年）分譲開始）、各務原市が事業主体のテクノプラザ3（2010年（平成22年）分譲開始）で構成されており、様々な企業の工場、研究施設がある。

#### 主な進出企業
- イマオコーポレーション
- 天野エンザイム
- メニコン
- IHI機械システム
- 岐阜日野自動車
- トヨタモビリティパーツ
- フジミインコーポレーテッド研究開発センター

## 所在地
- 岐阜県各務原市テクノプラザ1-1
  - 地名変更にともない2008年（平成20年）1月4日付けで上記住所に。旧住所は岐阜県各務原市須衛町4丁目179-1。

## 交通

### 公共交通機関
- 岐阜バス
  - 尾崎団地線「テクノプラザ」バス停下車すぐ。
- テクノライナー
  - 「テクノプラザ本館」バス停下車すぐ。
- チョイソコかかみがはら
  - 「テクノプラザ」下車すぐ。

### 自動車（自家用車）
東海北陸自動車道
- 岐阜各務原ICより国道21号（那加バイパス）を東進、三ッ池町から岐阜県道17号江南関線を北上、テクノプラザ口交差点すぐ。
- 関ICより国道248号（関バイパス）を東進、倉知西から県道17号を南下、テクノプラザ口交差点すぐ。

## 地名としてのテクノプラザ
テクノプラザは、岐阜県各務原市の地名。現行行政町名はテクノプラザ一丁目からテクノプラザ四丁目。

### 地理
各務原市の東部の鵜沼地区に位置する。町域の東部は須衛町、西部は須衛町、蘇原新生町、南部は各務船山町、北部は須衛町に接する。
古墳時代後期の古墳群「船山北古墳群」があり、3基の古墳が復元されている。そのうち1号墳（船山古墳）は市指定文化財になっている。

### 歴史
2007年（平成19年）12月、須衛町の一部などをもってテクノプラザ一丁目・二丁目が成立。2010年（平成22年）3月、須衛町の一部などをもってテクノプラザ三丁目・四丁目が成立。